# Diocèse anglican de Rochester
Pour les articles homonymes, voir Diocèse de Rochester.

Armes du diocèse de Rochester

Le diocèse de Rochester (en anglais : diocese of Rochester) est un diocèse anglican de la province de Cantorbéry. Il s'étend sur l'ouest du Kent ainsi que sur les borough londoniens de Bexley et de Bromley. Son siège est la cathédrale de Rochester.
L'évêque de Tonbridge est un évêque suffragant à ce diocèse.

## Archidiaconés
Le diocèse se divise en trois archidiaconés :
- L'archidiaconé de Bromley & Bexley
- L'archidiaconé de Rochester
- L'archidiaconé de Tonbridge.